# Hudson (Karolina Północna)
Hudson – miasto w Stanach Zjednoczonych, w stanie Karolina Północna, w hrabstwie Caldwell.